# Parafia Narodzenia Najświętszej Maryi Panny w Czukwi
Parafia Narodzenia Najświętszej Maryi Panny w Czukwi − parafia rzymskokatolicka znajdująca się w archidiecezji lwowskiej w dekanacie Sambor.
W parafii posługiwali proboszczowie: ks. Franciszek Salezy Matwijkiewicz (1881–1894) i ks. Maurycy Turkowski (1899).
Parafia nie posiada własnego proboszcza i jest administrowana dojazdowo przez proboszcza z parafii Sambor.